# ノーブル郡 (オハイオ州)
ノーブル郡（英: Noble County）は、アメリカ合衆国オハイオ州の東部に位置する郡である。2010年国勢調査での人口は14,645人であり、2000年の14,058人から4.2%増加した。郡庁所在地はコールドウェル村（人口1,748人）であり、同郡で人口最大の村でもある。郡名は初期開拓者であり、オハイオ州議会下院議員を務めたウォーレン・P・ノーブルに因んで名付けられた。

## 歴史
ノーブル郡は1851年3月11日に、ガーンジー郡、モーガン郡、ワシントン郡の一部を合わせて設立された。現在のオハイオ州88郡の中で最後に設立された郡である。郡名はジェイムズ・ノーブル、あるいはウォーレン・ノーブルのどちらかに因むものとされており、二人ともこの地域の初期開拓者だった。
1814年に北アメリカでは最初の油井であるソーラ・マッキー油井が発見された。1925年、アメリカ海軍の飛行船USS シェナンドー (ZR-1) がノーブル郡上空で嵐に遭い、幾つかの部分に壊れ墜落した。乗員のうち14人が死亡し、29人が生還した。

## 地理
アメリカ合衆国国勢調査局に拠れば、郡域全面積は404.57平方マイル (1,047.8 km2)であり、このうち陸地398.01平方マイル (1,030.8 km2)、水域は6.56平方マイル (17.0 km2)で水域率は1.62%である。

### 隣接する郡
- ガーンジー郡 - 北
- ベルモント郡 - 北東
- モンロー郡 - 東
- ワシントン郡 - 南
- モーガン郡 - 西
- マスキンガム郡 - 北西

### 国立保護地域
- ウェイン国立の森（部分）

## 人口動態
以下は2000年国勢調査による人口統計データである。
| 基礎データ - 人口: 14,058人 - 世帯数: 4,546 世帯 - 家族数: 3,318 家族 - 人口密度: 14人/km2（35人/mi2） - 住居数: 5,480軒 - 住居密度: 5軒/km2（14軒/mi2） 人種別人口構成 - 白人: 92.55% - アフリカン・アメリカン: 6.69% - ネイティブ・アメリカン: 0.26% - アジア人: 0.09% - 太平洋諸島系: 0.03% - その他の人種: 0.38% - 混血: 0.38% - ヒスパニック・ラテン系: 0.43% 年齢別人口構成 - 18歳未満: 22.6% - 18-24歳: 11.7% - 25-44歳: 31.8% - 45-64歳: 20.8% - 65歳以上: 13.1% - 年齢の中央値: 36歳 - 性比（女性100人あたり男性の人口） - 総人口: 130.8 - 18歳以上: 140.5 | 世帯と家族（対世帯数） - 18歳未満の子供がいる: 33.5% - 結婚・同居している夫婦: 61.5% - 未婚・離婚・死別女性が世帯主: 7.7% - 非家族世帯: 27.0% - 単身世帯: 24.3% - 65歳以上の老人1人暮らし: 12.6% - 平均構成人数 - 世帯: 2.61人 - 家族: 3.10人 収入と家計 - 収入の中央値 - 世帯: 32,940米ドル - 家族: 38,939米ドル - 性別 - 男性: 30,911米ドル - 女性: 20,222米ドル - 人口1人あたり収入: 14,100米ドル - 貧困線以下 - 対人口: 11.4% - 対家族数: 8.3% - 18歳未満: 13.9% - 65歳以上: 11.9% |

## 郡区

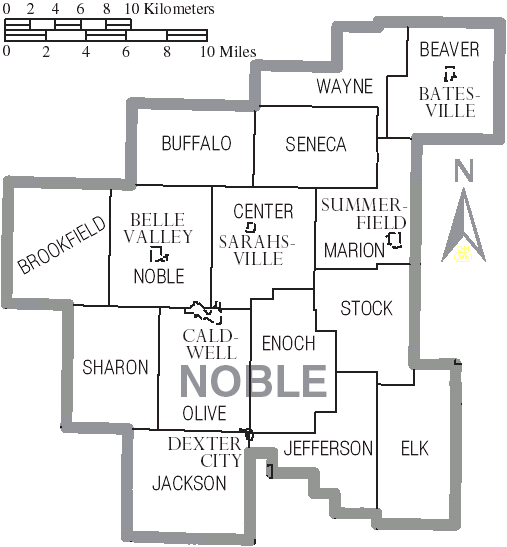
ノーブル郡図

ノーブル郡は下記15の郡区に分割されている。
| - ビーバー - ブルックフィールド - バッファロー - センター - エルク | - エノック - ジャクソン - ジェファーソン - マリオン - ノーブル | - オリーブ - セネカ - シャロン - ストック - ウェイン |

### 村
| - ベイツビル - ベルバレー | - コールドウェル - 郡庁所在地 - デクスターシティ | - サラズビル - サマーフィールド |

### 未編入の町
- エイバ
- イーストユニオン
- ハリエッツビル

## 教育
郡内の教育はコールドウェル免除村教育学区とノーブル・ローカル教育学区が管轄している。